# Opération Moonsund
Front de l'Est de la Seconde Guerre mondiale
 (Offensive de la Baltique)
Batailles
- Kingisepp–Gdov
- Narva (1re offensive
- 2e offensive
- 3e offensive
- 4e offensive
- 5e offensive)
- Bombardements de Tallinn
- Auvere
- Ligne Tannenberg
- Tartu
- Tallinn
- Porkuni
- Moonsund
- Tehumardi

L'opération de débarquement Moonsund (russe : Моонзундская десантная операция ; estonien : Lääne-Eesti saarte kaitsmine) est une opération amphibie et une offensive de l'Armée rouge menée à la fin de 1944 pendant la Seconde Guerre mondiale. L'opération fait partie de l'offensive de la Baltique qui a pour objectif d'éliminer les forces allemandes du groupe d'armées Nord des îles de la mer Baltique orientale, de l'archipel estonien occidental (archipel de Moonsund). Les forces attaquantes appartiennent à la 8e armée du front de Léningrad.
Les îles estoniennes étaient occupées en grande partie par des unités de la 23e division d'infanterie allemande, qui avaient été réparties sur les trois îles et renforcées par une variété de détachements d'artillerie, d'artillerie côtière et du génie d'assaut.